# Landtagswahl im Burgenland 1964
Die Landtagswahl im Burgenland 1964 wurde am 22. März 1964 durchgeführt und war die 10. Landtagswahl im österreichischen Bundesland Burgenland. Bei der Wahl gewann die Sozialistische Partei Österreichs (SPÖ) mit einem Plus von 2,1 % erstmals in der 2. Republik die relative Mehrheit bei einer Burgenländischen Landtagswahl und stellte nach dem Gewinn eines Mandates erstmals auch 16 der 32 Landtagsabgeordneten. Die Österreichische Volkspartei (ÖVP) verlor hingegen 0,9 % sowie ein Mandat und konnte mit 47,3 % nur noch 15 Abgeordnete in den neu gewählten Landtag entsenden. Die Freiheitliche Partei Österreichs (FPÖ) verlor rund 1 %, konnte mit 3,6 % jedoch ihr Landtagsmandat halten, die Kommunistische Partei Österreichs (KPÖ) scheiterte mit 0,9 % wie schon zum dritten Mal hintereinander am Einzug in den Landtag.
Der Landtag der X. Gesetzgebungsperiode konstituierte sich in der Folge am 17. April 1964 und wählte am 12. Juni 1964 die Landesregierung Bögl und mit Hans Bögl erstmals einen Politiker der SPÖ zum Landeshauptmann. Die Landtagswahl hatte dabei zum ersten Mal in der 2. Republik zur Ablöse einer den Landeshauptmann stellenden Partei, geführt.

## Ergebnisse
- SPÖ: 16
- ÖVP: 15
- FPÖ: 1

|                                         | Ergebnisse 1964 | Ergebnisse 1964 | Ergebnisse 1964 | Ergebnisse 1960 | Ergebnisse 1960 | Ergebnisse 1960 | Differenzen | Differenzen | Differenzen |
| --------------------------------------- | --------------- | --------------- | --------------- | --------------- | --------------- | --------------- | ----------- | ----------- | ----------- |
| Wahlberechtigte                         | 178.847         | 178.847         | 178.847         | 178.255         | 178.255         | 178.255         | + 592       | + 592       | + 592       |
| Wahlbeteiligung                         | 93,26 %         | 93,26 %         | 93,26 %         | 92,67 %         | 92,67 %         | 92,67 %         | + 0,59 %    | + 0,59 %    | + 0,59 %    |
|                                         | Stimmen         | %               | Mand.           | Stimmen         | %               | Mand.           | Stimmen     | %           | Mand.       |
| Abgegebene Stimmen                      | 166.798         |                 |                 | 165.183         |                 |                 | + 1.615     |             |             |
| Ungültig                                | 1.697           | 1,02 %          |                 | 2.519           | 1,52 %          |                 | - 822       | - 0,50 %    |             |
| Gültig                                  | 165.101         | 98,98 %         |                 | 162.664         | 98,48 %         |                 | + 2.437     | + 0,50 %    |             |
| Partei                                  |                 |                 |                 |                 |                 |                 |             |             |             |
| Österreichische Volkspartei (ÖVP)       | 78.101          | 47,30 %         | 15              | 78.316          | 48,15 %         | 16              | - 215       | - 0,85 %    | - 1         |
| Sozialistische Partei Österreichs (SPÖ) | 79.630          | 48,23 %         | 16              | 75.090          | 46,16 %         | 15              | + 4.540     | + 2,07 %    | + 1         |
| Freiheitliche Partei Österreichs (FPÖ)  | 5.965           | 3,61 %          | 1               | 7.486           | 4,60 %          | 1               | - 1.521     | - 0,99 %    | ± 0         |
| Kommunistische Partei Österreichs (KPÖ) | 1.405           | 0,85 %          | 0               | 1.772           | 1,09 %          | 0               | - 367       | - 0,24 %    | ± 0         |
| Gesamt                                  | 165.101         | 100,00 %        | 32              | 162.664         | 100,00 %        | 32              | + 2.437     |             |             |